# Догма Смита
До́гма Сми́та — один из основополагающих тезисов классической политической экономии, сформулированный Адамом Смитом, по которому цена (меновая стоимость) годового продукта общества исчисляется как сумма доходов всех членов общества. «Догма Смита» изучается в программе современного курса истории экономических учений вместе с другими положениями классической политической экономии.

## Формулировка Смита
Среди всех современных форм получения дохода Смит выделил три основные разновидности:
- заработная плата,
- прибыль,
- рента.

В своём главном труде, «Исследование о природе и причинах богатства народов», книга первая, глава VI «О составных частях цены товаров», Смит пишет:
Заработная плата, прибыль и рента являются тремя первоначальными источниками всякого дохода, равно как и всякой меновой стоимости. Всякий иной доход в конечном счёте получается из одного или другого из этих источников.
Далее Смит определяет источники каждого из этих видов доходов:
Всякий человек, который получает свой доход из источника, принадлежащего лично ему, должен получать его либо от своего труда, либо от своего капитала, либо от своей земли.
Иными словами, возможные источники дохода, по догме Смита, — это:
- труд
- капитал
- земля

На основании этого Смит делает заключение, что за выбранный период совокупный общественный продукт ({\displaystyle Q}) складывается из сумм доходов за соответствующий период по трём группам: заработная плата ({\displaystyle w}),  прибыль ({\displaystyle p}) и рента ({\displaystyle r}).
{\displaystyle Q=w+p+r}
На фоне предшествовавших научных и аналитических трудов, модель Смита в момент её появления была, очевидно, наилучшей — исключая школу физиократов — попыткой вывести интегральную, макроэкономическую оценку экономики в целом, измерить годовые результаты народного хозяйства.
Методологически Смит избирает отправной точкой своей догмы сферу обращения. Действительно во времена Смита получить сколь-либо достоверную статистику для оценки состояния хозяйства страны можно было, если не из сравнительно недавно (в 1694 году) созданного Банка Англии, то только из архивов документов налогового и таможенного обложения. Сводной статистики результатов в натуральном выражении не велось, и потому сам поиск более корректной, с позиции науки, альтернативы был бы тогда бессмыслен из-за невозможности практически применить улучшенную методику в государственных нуждах.
Следующей предпосылкой, гарантировавшей догму Смита, являлось полноценное золотое обращение, т. н. золотой стандарт, вводившийся Банком Англии незадолго до написания Смитом «Богатства народов». Жёсткое регулирование денежного обращения, относительная стабильность цен и заработных плат в тот период позволяли Смиту и его современникам оперировать понятиями цены и стоимости как вполне стабильными категориями.
Наконец, само состояние производительных сил и надстройки в промышленной Англии начала XIX века позволяло, без видимых искажений, пренебречь необходимостью детального разбора пары категорий «заработная плата — труд». Ведь в догме Смита представлен неполный набор соответствующих ей пар «вид дохода — источник»: очевидно исключена непроизводственная сфера. Констатируя наличие известной прослойки таких,
как некоторые из самых серьёзных и важных, так и некоторые из самых легкомысленных профессий — священники, юристы, врачи, писатели, всякого рода актёры, паяцы, оперные певцы, танцовщики и пр..
Смит отчётливо называет их труд непроизводительным, но на этом останавливается, абстрагируясь в своей догме от их существования. Проходит немало времени, прежде чем проблема искусственного завышения макроэкономических оценок вследствие повторного счёта «только по налоговым декларациям о доходе» становится аргументом в пользу использования в макроэкономических оценках и натуральных показателей.
До появления более мощных альтернатив догма Смита удовлетворительно обслуживала решение макроэкономических задач, не предполагавших балансирование денежных и материальных потоков, не подразумевавших возникновение кризисов перепроизводства и не ставивших задачу построения теории расширенного воспроизводства.

## Критика догмы Смита и развитие альтернативы в теории Маркса
Альтернативой догме Смита стала теория стоимости К. Маркса. Коренное их различие — в выборе отправной точки для построения модели. Если для Смита таковой являлась сфера обращения, то Маркс избирает в этом качестве сферу материального производства. Модель, выстроенная в таком ракурсе, позволяет избежать переоценки реального экономического потенциала.
Сколько бы лиц ни оказалось в цепочке последовательно оплачивающих труд друг друга из собственных доходов (капиталист платит рабочему, рабочий в цене хлеба оплачивает ренту лендлорда, все они делятся своими доходами со священником, у которого есть прислуга, которая платит врачу и т. п.) — по итогам хозяйственного года их спросу противостоит конкретное количество хлеба, одежды и т. п. Ненадёжность сферы обращения как отправной точки оценок, в том числе, и в создании видимости прироста богатства. Сумма находящихся в обращении стоимостей не изменяется от их перераспределения, пишет Маркс,
подобно тому как еврей, торгующий старыми монетами, ничуть не увеличит количества благородного металла своей страны, если продаст фартинг времён королевы Анны за гинею.
Но самое существенное упущение в догме Смита Маркс видит в том, что при макроэкономической оценке годовых хозяйственных итогов Смит абстрагируется от производительных расходов капиталистов, которые оплачивают средства производства из того же кошелька и теми же деньгами, что и предметы личного потребления, и услуги. Так, Смит говорит, что в цене хлеба
«одна её доля идёт на оплату ренты землевладельца, другая на заработную плату или содержание рабочих и рабочего скота (sic!), занятых в его производстве, и третья доля является прибылью фермера».
Предваряя далее вопрос о возмещении капитала фермера, Смит утверждает «что цена любого хозяйственного орудия, хотя бы той же лошади, состоит из таких же трёх частей: из ренты за землю, на которой она была вскормлена, из труда, затраченного на уход за ней и содержание её, и прибыли фермера, авансировавшего ренту за землю и заработную плату за труд».
Таким образом, стоимость средств производства, созданная трудом прошлых лет, то есть постоянный капитал c из догмы Смита исчезает. При этом Смит очевидно не различает, на каких условиях срочности авансируются, и по какой схеме погашаются затраты: в одном случае (рента) платежи очевидно разовые и ежегодные, в других — стоимость ранее произведённых разовых расходов должна быть разложена на ряд лет, соответствующих срокам амортизации того или иного объекта. Все эти факторы учтены только в модели Маркса c + v + m.
Смит же, со своей стороны, отождествляет стоимость годового продукта с вновь созданной за год стоимостью.
В отличие от Маркса, Смит также смешивает стоимость совокупного общественного продукта (c + v + m) с национальным доходом (v + m). Введя категории валового (весь годовой продукт страны) и чистого дохода (часть валового дохода, которая может быть отнесена к потребительскому запасу населения), Смит включает в цену товара не только доходы, но и авансированный капитал, представляющий собой товары, приобретаемые данным капиталистом у других капиталистов. Однако этот капитал также, по Смиту, должен разлагаться на доходы (v + m) и, таким образом, постоянный капитал (c) во всей товарной массе отсутствует. Со своей стороны, Маркс показал, что на доходы допустимо разлагать лишь вновь созданную, а не перенесённую стоимость.
Впоследствии, анализируя догму Смита и рассмотрение им категории общественного продукта, В. И. Ленин констатировал, что Смит фактически признал наличие в составе общественного продукта части, не разделяемой на доходы (по своей натуральной форме элементы постоянного капитала непригодны для личного потребления) и тем самым натолкнулся на важнейшее различие между трудом, создающим предметы потребления, и трудом, создающим средства производства. По словам В. И. Ленина, отсюда «один шаг» к формулировке категорий личного и производительного потребления — однако этот «шаг» Смит не сделал.

## Современные постановки вопроса
И догма Смита, и учение Маркса, и другие постулаты способствовали, на старте классической политической экономии, постепенному продвижению к пониманию глубинной сущности макроэкономических процессов, к осознанию народного хозяйства как внутренне противоречивого механизма, развитие которого опосредовано множеством причинно-следственных связей и зависимостей. Построенные на основе этих теорий модели позволили перевести экономическую мысль в плоскость решения практической задачи обеспечения бескризисного, планомерного развития экономики. В зависимости от выбиравшихся методологических основ, при этом достигались разные результаты.
Были усовершенствованы и получили дальнейшее развитие и исходные методики. Марксова схема общественного воспроизводства, в переложении на язык эконометрики, трансформировалась в модели межотраслевого баланса. Распределение доходов по видам источников (факторов производства) используется в монетаристских доктринах. Некоторые виды четырёхфакторных моделей, к примеру:
- заработная плата (W) — цена услуг труда, доход наёмных работников;
- прибыль (П) — цена услуг особого вида труда — предпринимательской деятельности, доход предпринимателей;
- рента (R) — цена услуг земли, доход собственников земли;
- процент (i) — цена услуг капитала, доход собственников капитала[6]

имеют лишь поверхностное сходство с догмой Смита. Если основоположник классической политэкономии чётко называл источником прибыли капитал, то в обновлённом варианте фигурирует некий «особый вид труда», а материальное воплощение капитала, напр. основные средства, отсутствуют. В то же время источником ренты и предоставителем услуг является неодушевлённая земля, а об «особом виде труда» её собственников умалчивается.
При том, что восходящие к догме Смита монетарные подходы к управлению экономическими процессами доминировали в наиболее экономически развитых странах мира на протяжении последних десятилетий, современный мировой экономический кризис не позволяет констатировать решённость главной, практической задачи, которой должны служить догмы, теории, модели и другие виды продукции экономической мысли.